# بورگوس، ایلوکوس
بورگوس، ایلوکوس (به لاتین: Burgos, Ilocos Sur) یک منطقهٔ مسکونی در فیلیپین است که در ایلوکوس جنوبی واقع شده‌است.

## خصوصیات
بورگوس ۴۴٫۳۸ کیلومترمربع مساحت و ۱۱٬۶۷۹ نفر جمعیت دارد.